# Testigo directo (programa de televisión español)
Testigo directo fue un programa de reportajes sobre temas de actualidad que se emitió en TVE en los años 1994 al 1997, dirigido y presentado por Ramón Pellicer y realizado por José María Castillo y Raúl Hernández.

## Formato
El programa se emitía en el tercer primetime, pero sufrió un cambio de horario al asumir la dirección de los Servicios informativos de TVE, Ernesto Sáenz de Buruaga, que sustituyó a Pellicer en la presentación y dirección de los Telediarios, siendo relegado a la programación de madrugada, a pesar de lo cual obtuvo buenas audiencias hasta que su presentador dejó la Televisión pública y el programa fue retirado de la parrilla en 1997. Tocaba temas de actualidad de todo tipo, desde Deportes de Riesgo hasta Secretos Masones, pasando por temas de alto interés humano, como El salario del miedo, sobre los trabajos en los que por un escaso jornal los profesionales se juegan la vida.